# 카펀테리아만

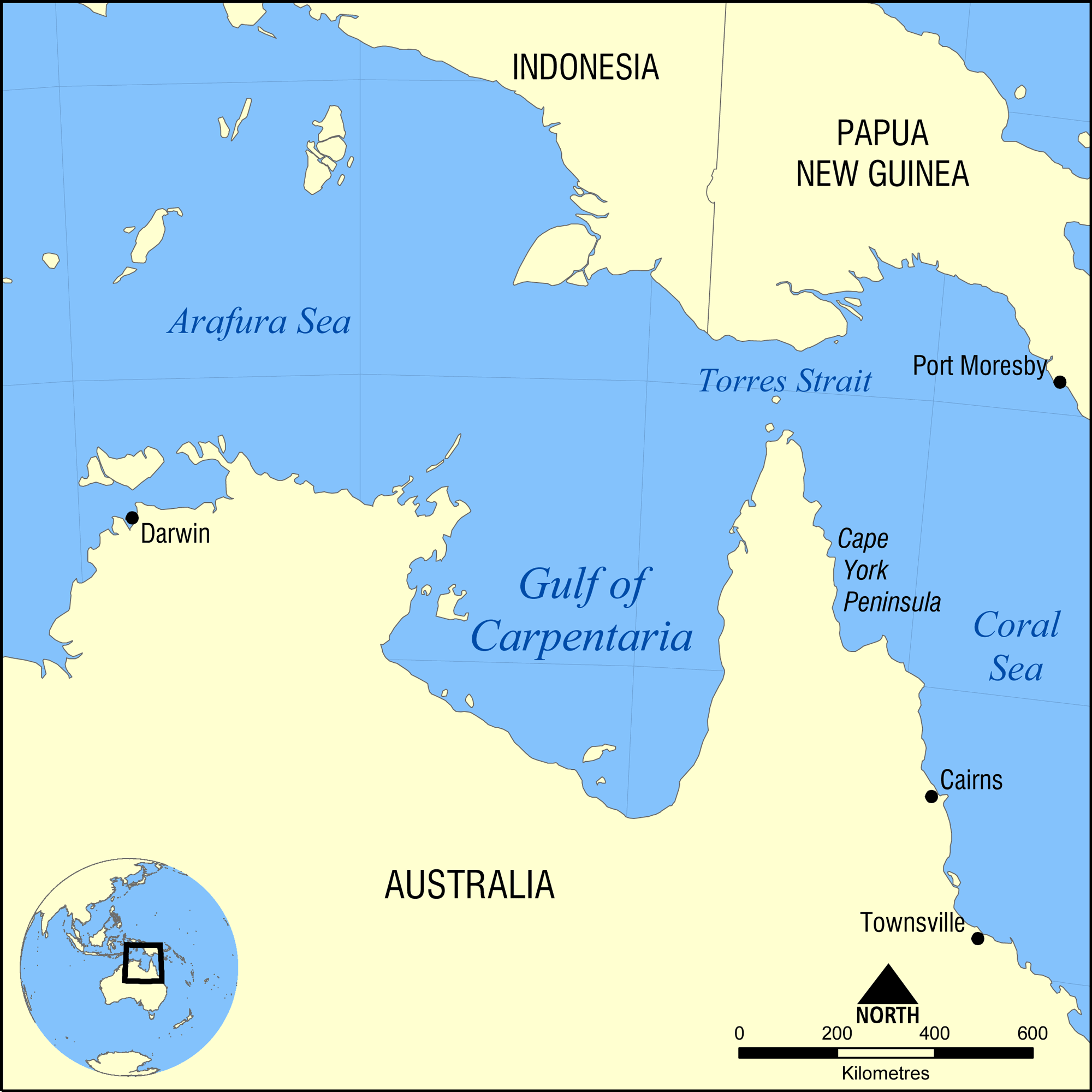
카펀테리아 만

카펀테리아 만(Gulf of Carpentaria)은 오스트레일리아 북부의 삼면이 둘러싸인 만이다. 북쪽으로 아라푸라해와 연결된다. 지질학적으로는 젊은 만으로, 빙하 시대 말까지 이 지역은 마른 육지였다.